# Кампосанто
Кампоса́нто (итал. Camposanto) — коммуна в Италии, располагается в регионе Эмилия-Романья, подчиняется административному центру Модена.
Население составляет 3049 человек, плотность населения составляет 139 чел./км². Занимает площадь 22 км². Почтовый индекс — 41031. Телефонный код — 0535.
Покровителем  коммуны почитается святитель Николай Мирликийский. Праздник ежегодно празднуется 6 декабря.